# Lokomotiva TKh100

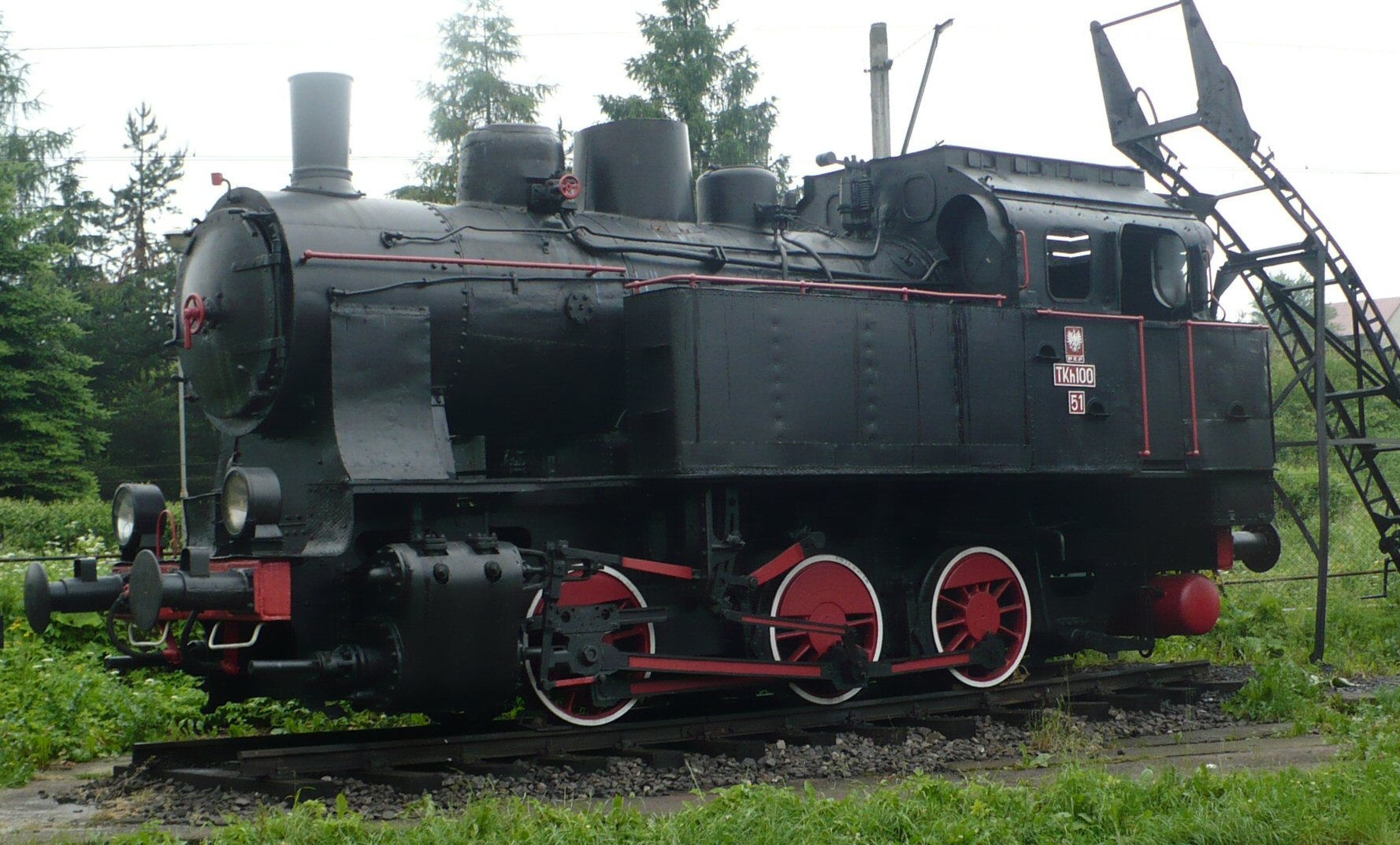
Lokomotiva TKh100-51 v Chabówce

Řada TKh100 je označení 65 normálněrozchodných parních lokomotiv polských drah různých typů.
Stroj TKh100-51 byl vyroben v berlínském závodě Orenstein & Koppel AG v roce 1928 pro železniční společnost v Prusku, u které nesla jméno „parní lokomotiva nr. 2“. V letech 1945–1968 byla v provozu v Polsko, jako TKh100-51. Poté byla vyřazena a pomalu chátrala. V roce 1992 byla rekonstruována zaměstnanci depa v Suché Beskidzké. V dnešní době se lokomotiva TKh100-51 nachází ve skanzenu v Chabówce.